# Eurhynchium squarrifolium
Eurhynchium squarrifolium är en bladmossart som beskrevs av Brotherus och Iishiba 1935. Eurhynchium squarrifolium ingår i släktet sprötmossor, och familjen Brachytheciaceae. Inga underarter finns listade i Catalogue of Life.